# The Bleeding
The Bleeding è il quarto album dei Cannibal Corpse, pubblicato nel 1994 dalla Metal Blade Records.
Si tratta dell'ultimo disco con Chris Barnes alla voce, che verrà poi sostituito da George "Corpsegrinder" Fisher.

## Tracce
1. Staring Through the Eyes of the Dead – 3:30 (musica: Alex Webster, Jack Owen)
2. Fucked with a Knife – 2:15 (musica: Webster)
3. Stripped, Raped and Strangled – 3:27 (musica: Webster, Owen, Rob Barrett)
4. Pulverized – 3:35 (musica: Webster, Owen)
5. Return to Flesh – 4:21 (musica: Webster, Owen)
6. The Pick-Axe Murders – 3:03 (musica: Webster)
7. She Was Asking for It – 4:33 (musica: Webster, Owen, Barrett)
8. The Bleeding – 4:20 (musica: Owen)
9. Force Fed Broken Glass – 5:02 (musica: Webster, Owen, Barrett)
10. An Experiment in Homicide – 2:36 (musica: Webster, Owen, Barrett)
11. The Exorcist (cover dei Possessed, bonus track dell'edizione rimasterizzata) – 4:36 (testo: Mike Torrao – musica: Torrao)

## Formazione
- Chris Barnes - voce
- Jack Owen - chitarra
- Rob Barrett - chitarra
- Alex Webster - basso
- Paul Mazurkiewicz - batteria